# Riksserien 2013/2014
Riksserien 2013/2014 var den sjunde säsongen av Riksserien, damernas högsta serie i ishockey. Serien bestod av åtta lag som mötte varandra hemma och borta två gånger, vilket gav totalt 28 omgångar och som spelades mellan september 2013 och mars 2014. Seger efter ordinarie tid gav tre poäng, seger efter sudden death eller straffar gav två poäng, förlust efter sudden death eller straffar gav en poäng och förlust efter ordinarie tid gav noll poäng.

## Deltagande lag
| Lag                   | Arena            | Placering 2012/2013               |
| --------------------- | ---------------- | --------------------------------- |
| AIK                   | Ritorps Ishall   | 2 (svenska mästare)               |
| Brynäs IF             | Läkerol Arena    | 3 (final)                         |
| Leksands IF           | Tegera Arena     | 5 (kvartsfinal)                   |
| Linköpings HC         | Stångebro Ishall | 4 (semifinal)                     |
| MoDo Hockey           | Kempehallen      | 1 (semifinal)                     |
| Munksund-Skuthamns SK | LF Arena         | 6 (kvartsfinal)                   |
| Segeltorps IF         | Segeltorpshallen | 7 (2:a i kvalserien)              |
| Sundsvall Wildcats    | Gärdehov         | 1:a i AllEttan (3:a i kvalserien) |

## Tabell
| Nr | Lag                   | S  | V  | ÖV | ÖF | F  | GM  | IM  | MS  | P  |
| -- | --------------------- | -- | -- | -- | -- | -- | --- | --- | --- | -- |
| 1  | Modo                  | 28 | 20 | 2  | 3  | 3  | 105 | 42  | +63 | 67 |
| 2  | Linköpings HC         | 28 | 19 | 3  | 0  | 6  | 127 | 45  | +82 | 63 |
| 3  | AIK (RM)              | 28 | 17 | 1  | 3  | 7  | 88  | 60  | +28 | 56 |
| 4  | Brynäs IF             | 28 | 16 | 0  | 1  | 11 | 77  | 62  | +15 | 49 |
| 5  | Leksands IF           | 28 | 11 | 2  | 1  | 14 | 88  | 87  | +1  | 38 |
| 6  | Munksund-Skuthamns SK | 28 | 10 | 2  | 2  | 14 | 70  | 92  | −22 | 36 |
| 7  | Sundsvall Wildcats    | 28 | 4  | 1  | 1  | 22 | 42  | 128 | −86 | 15 |
| 8  | Segeltorps IF         | 28 | 3  | 1  | 1  | 23 | 35  | 116 | −81 | 12 |

## Slutspel

### Kvartsfinaler
| Match                                         | Resultat  |
| --------------------------------------------- | --------- |
| AIK–Leksands IF 0–2 i matcher                 |           |
| Leksand–AIK                                   | 2–1 (str) |
| AIK–Leksand                                   | 1–2 (str) |
| Brynäs IF–Munksund-Skuthamns SK 0–2 i matcher |           |
| Munksund-Skuthamn–Brynäs                      | 4–2       |
| Brynäs–Munksund-Skuthamn                      | 1–3       |

### Semifinaler
| Match                                             | Resultat |
| ------------------------------------------------- | -------- |
| MoDo Hockey–Leksands IF 2–0 i matcher             |          |
| Leksand–MoDo                                      | 1–5      |
| MoDo–Leksand                                      | 4–0      |
| Linköpings HC–Munksund-Skuthamns SK 2–0 i matcher |          |
| Munksund-Skuthamn–Linköping                       | 4–6      |
| Linköping–Munksund-Skuthamn                       | 3–1      |

### Final
| MoDo Hockey–Linköpings HC 2–3 (sd) |